# Ritosaari (ö i Södra Savolax, Nyslott, lat 61,76, long 29,00)
Ritosaari är en ö i Finland. Den ligger i sjön Pihlajavesi och i kommunen Nyslott i  landskapet Södra Savolax, i den sydöstra delen av landet, 280 km nordost om huvudstaden Helsingfors. Öns area är 7,17 kvadratkilometer och dess största längd är 8,1 kilometer i sydöst-nordvästlig riktning.